# Klira

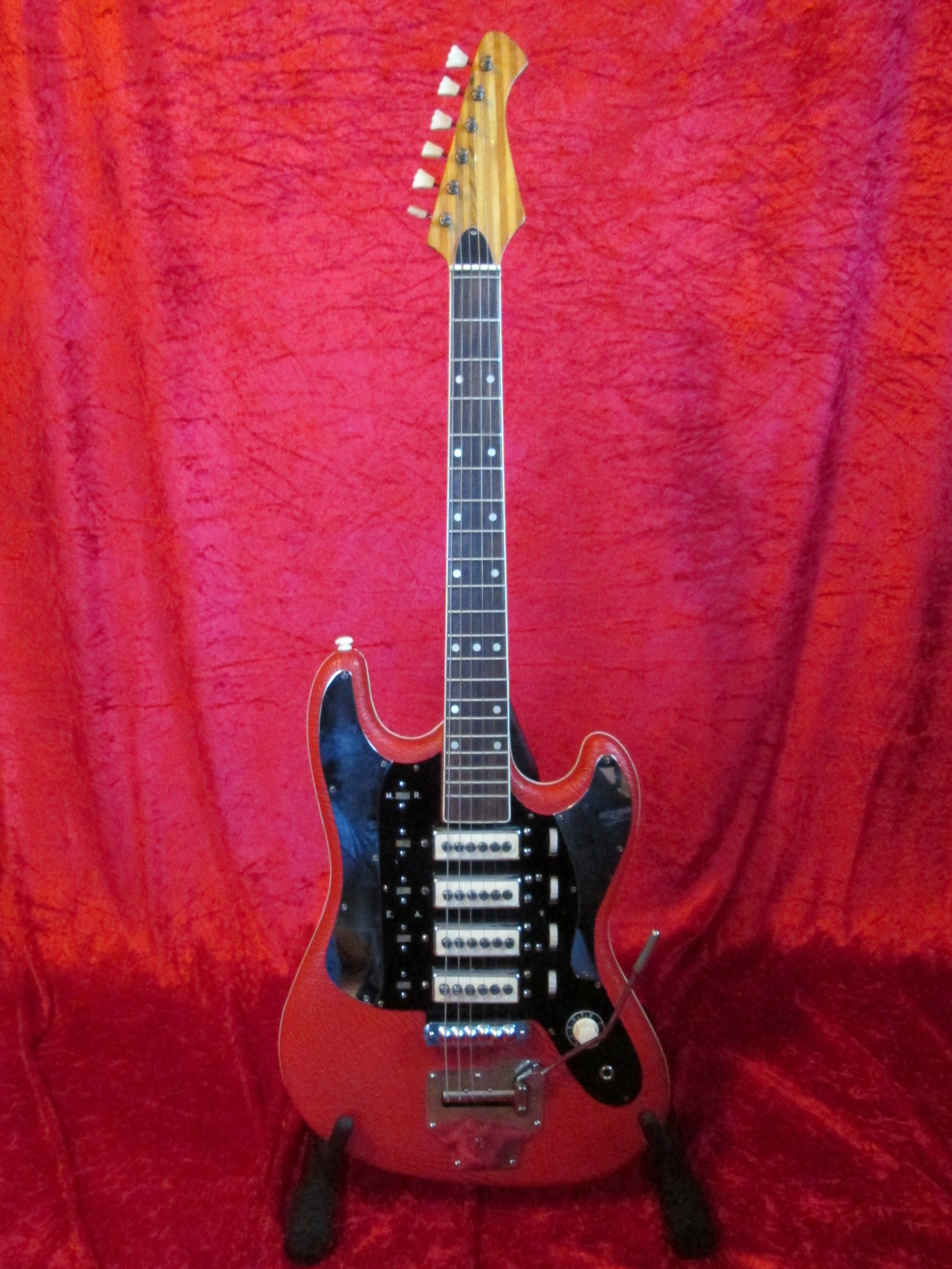
Solidbody E-Gitarre „Haiti Deluxe 544 - Red Vinyl“ von Klira (1965)

Die Firma Klira war von 1887 bis etwa 1982 ein deutscher Hersteller von Saiteninstrumenten. Zunächst war das Unternehmen auf den Bau von Violinen, Violen und Celli spezialisiert, ab etwa Mitte des 20. Jahrhunderts jedoch auf akustische und elektrische Gitarren. In den 1960er-Jahren war Klira neben den Mitbewerbern Höfner, Framus, Hoyer und Hopf einer der führenden deutschen Gitarrenhersteller.

## Firmengeschichte
Klira wurde im Jahre 1887 vom deutschen Violinenbauer Johannes Klier in Schönbach (heute Luby) gegründet. Der Ort gehörte zum Musikwinkel im Egerland und war seit dem 18. Jahrhundert ein Zentrum des Zupf- und Streichinstrumentenbaus. Im Jahr 1914 übernahm Kliers Sohn Otto Josef die Firma. 1950 schließlich siedelte das Unternehmen, ebenso wie einige seiner Mitbewerber aus Schönbach (darunter der Instrumentenbauer Höfner), als Folge der Vertreibung der Deutschen aus der Tschechoslowakei nach Bubenreuth in Franken um. Dort wurde der Produktionsschwerpunkt von Streichinstrumenten auf Gitarren verlegt. Zunächst wurden Akustikgitarren produziert, und ab den 1960er Jahren wurde das Sortiment um elektrisch verstärkte Gitarren erweitert. In geringerem Umfang stellte Klira auch E-Bässe her, zumeist Kopien des vom Konkurrenten Höfner konstruierten Modell 500/1, auch bekannt als „Beatles-Bass“. In den sechziger Jahren konnte Klira, bedingt durch gestiegene Nachfrage nach E-Gitarren und durch Expansion des Exportgeschäfts, seine größten Umsatzerfolge verzeichnen. Im darauffolgenden Jahrzehnt gingen die Umsätze wegen zunehmender Konkurrenz durch Musikinstrumente asiatischer Herkunft jedoch so weit zurück, dass das Unternehmen 1982 nach fast hundertjährigem Bestehen den Betrieb einstellen musste. Jedoch wurde noch bis 1984 in der Firma das Modell Klira TG-58 Jazz-Tone in Handarbeit gebaut. Das Modell ist mit nur etwa 30 Exemplaren die seltenste Klira-Gitarre und ebenso eines der letzten hergestellten Tenorgitarren-Modelle.

## Verbreitung und Bedeutung der Marke
Klira war seit den 1950er-Jahren auf dem Musikinstrumentenmarkt als Anbieter von günstigen Gitarren der Einsteigerklasse populär. Die bekanntesten und in den größten Stückzahlen hergestellten Modelle der Firma sind wohl die solidbody E-Gitarren, die vom Versandhaus Quelle über dessen Kataloge von 1962 bis 1971 unter der Handelsmarke Triumphator Electric angeboten wurden. Charakteristisch ist eine weiße oder rote strukturierte Vinylbeschichtung über dem massiven Holzcorpus, sowie auffällige elektrische Schalter für die Tonabnehmer sowie für Treble und Bass. 1966 betrug der Neupreis des Triumphator-Modells bei Quelle 198 DM, was das Instrument für seine Zielgruppe, zumeist jugendliche Gitarrenanfänger, erschwinglich machte. Andere Klira-Instrumente waren jedoch parallel auch über den regulären Musikhandel erhältlich.
Heute finden sich gebrauchte Gitarren der Marke Klira in spezialisierten Musikfachgeschäften sowie vereinzelt auf Flohmärkten. Die geforderten Preise liegen, je nach Zustand der Instrumente, meist etwas über dem Neupreis der auf dem Markt erhältlichen Einsteigergitarren, sie können bei selteneren oder besonders gut erhaltenen Instrumenten aber auch deutlich darüberliegen (Stand: 2007).
Klira-E-Gitarren werden von einigen Gitarristen und Gitarrenliebhabern wegen ihres trockenen, leicht dumpfen und Sustain-armen Klanges geschätzt, zum Beispiel für Musik im Stil der Beatmusik der sechziger Jahre.